# BellaMa' (seconda edizione)
La seconda edizione del talent show BellaMa' è andata in onda dall'11 settembre 2023 al 3 maggio 2024 con la conduzione di Pierluigi Diaco su Rai 2.
I concorrenti e opinionisti dell'edizione sono stati selezionati attraverso i casting, iniziati il 5 aprile e conclusi il 12 maggio, e i provini, che si sono svolti dal 7 al 9 giugno, dai quali su circa 4.000 candidati sui 2.400 previsti inizialmente si sono selezionati 400 aspiranti partecipanti, 200 della Generazione Z e 200 dei Boomer. Nella commissione giudicante dei provini sono stati presenti, oltre agli autori del programma, anche Antonella Elia, Adriana Volpe, Rita Forte e Manuela Villa.
I 19 concorrenti e 30 opinionisti sono stati presentati il 9 settembre 2023, nella puntata speciale intitolata Aspettando BellaMa' con la riproposizione dei momenti salienti della prima stagione e la presentazione dei nuovi concorrenti e opinionisti dell'edizione, con Roberta Capua.

## Novità
Rispetto alla precedente edizione, i 30 opinionisti della Generazione Z e dei Boomer hanno un loro leader: per i primi, Rosa Sorrentino (la vincitrice), che esegue la sigla iniziale e ha uno spazio a parte così come Raffaella Ruzzini (la finalista) per i secondi. In seguito gli opinionisti diventano 34 poiché alcuni concorrenti della prima edizione rientrano nella nuova veste, quattro opinionisti (due per squadra) passano come concorrenti e altri opinionisti della precedente edizione sono confermati per la seconda. Quattordici concorrenti sono stati prescelti dai provini, mentre gli ultimi due concorrenti (uno per squadra) sono stati scelti il 9 settembre attraverso un'esibizione canora tra due coppie di fratelli e sorelle: Adriano e Saverio Sconocchia (dei Boomer) si sono esibiti in Tu vuò fà l'americano di Renato Carosone, mentre Eleonora e Manuel Cicco (della Generazione Z) hanno eseguito Abbracciame di Andrea Sannino.
Il gruppo musicale, gli In Fieri, è confermato ad eccezione del bassista, che è stato sostituito da Federico Bentivoglio in seguito alla promozione di Alberto Di Cerbo come concorrente. Sono state inoltre confermate tutte le rubriche della prima edizione.
Nella settimana di svolgimento del Festival di Sanremo le puntate saranno sei (la trasmissione andrà in onda anche al sabato), gli ospiti in studio saranno Annalisa Minetti, Manuela Villa, Marco Carta, Rita Forte e Nicola Di Bari, con Minnie Minoprio come superopinionista, mentre gli inviati saranno Raffaella De Gregorio, Monica La Padula, Angela Martucci e Domenico Restuccia. Nelle settimane precedenti la manifestazione canora, ogni lunedì a partire dal 4 dicembre 2023, è confermata la rubrica Tutti cantano Sanremo, dove ciascun opinionista della Generazione Z e dei Boomer annuncia la canzone preferita del Festival spiegandone la motivazione, alla quale si aggiunge Tutti ballano Sanremo, curata da Giampiero Gencarelli.
Una nuova rubrica della seconda edizione è BellaRai, che è andata in onda al giovedì a partire dal 21 settembre, con ospiti ad introdurre i filmati di repertorio (tra i quali Giancarlo Magalli) culminante in quattro puntate speciali che sono andate in onda dal 2 al 5 gennaio 2024 in concomitanza con la ricorrenza dei 70 anni della televisione italiana (che si sono celebrati il 3 gennaio 2024) con sei ospiti fissi (tra i quali Rosanna Vaudetti) dedicate a tematiche specifiche.
Un'altra rubrica nuova della trasmissione è Taglia e cuci, affidata a Guillermo Mariotto, che va in onda al mercoledì, dove si spiega l'arte della sartoria. In questa gara i concorrenti, oltre al consueto video, si cimentano in prove pratiche di realizzazione di abiti ispirati alla moda di grandi personaggi dello spettacolo da far sfilare in passerella a due opinionisti.
Una terza rubrica nuova della trasmissione è Più sani e più belli affidata a Rosanna Lambertucci, riedizione della trasmissione televisiva omonima, che andrà in onda al giovedì a partire dall'11 gennaio 2024, dedicata alla salute e al benessere.
Altre rubriche saltuarie introdotte nella seconda edizione sono La Cialtromante, dove la concorrente Brigida Massa legge le carte in maniera ironica agli ospiti della trasmissione, e Uso privato di servizio pubblico, in onda al venerdì, dove un opinionista ha a disposizione un minuto di tempo per rivolgere messaggi e comunicazioni.

## Messa in onda
Il 13, il 15 settembre e il 23 novembre la trasmissione non è andata in onda per la fase finale di Coppa Davis. Il 13 novembre la trasmissione non è andata in onda per le ATP Finals di Torino. Il 15 e il 17 novembre vanno in onda due puntate antologiche denominate BellaMix. Dal 27 al 29 dicembre la trasmissione non è andata in onda per la pausa natalizia.

## Cast
L'età riportata dei concorrenti e opinionisti è riferita all'inizio del programma.

### Concorrenti
Legenda
     Concorrente scelto dai provini
     Promosso concorrente ad honorem il 26 aprile 2023
     Opinionista della scorsa edizione passato a concorrente
     Concorrente scelto il 9 settembre 2023
     Opinionista della scorsa edizione passato a concorrente il 9 settembre 2023

#### Fascia 18–25 anni
| Concorrente             | Età     | Città   |
| ----------------------- | ------- | ------- |
| Samuele Aprile          | 18 anni |         |
| Sofia Carollo           | 20 anni | Roma    |
| Eleonora Cicco          | 24 anni | Roma    |
| Nina Delmirani Petrelli | 21 anni |         |
| Alberto Di Cerbo        | 23 anni | Roma    |
| Federico D'Onofrio      | 21 anni |         |
| Eleonora Miglionico     | 19 anni | Roma    |
| Samuele Olivieri        | 21 anni | Cassino |
| Alessia Perrella        | 23 anni | Napoli  |
| Frank Sepe              | 20 anni | Napoli  |

#### Fascia 55–90 anni
| Concorrente           | Età     | Città    |
| --------------------- | ------- | -------- |
| Monique Dalla Massara | 56 anni |          |
| Ermelinda Guerriero   | 70 anni |          |
| Brigida Massa         |         | Sorrento |
| Stefania Panebarco    |         |          |
| Valter Pigliucci      | 57 anni | Roma     |
| Mariella Sapienza     | 53 anni |          |
| Adriano Sconocchia    | 64 anni | Roma     |
| Maria Grazia Tetti    | 57 anni |          |
| Leonardo Tirabella    | 75 anni |          |
| Francesca Zincone     |         |          |

### Opinionisti
Legenda
     Opinionista che non può ritornare concorrente
     Opinionista confermato della precedente edizione
     Opinionista scelto il 9 settembre 2023
     Opinionista scelto dai provini

#### Fascia 18–25 anni
| Opinionista         | Età     | Città             |
| ------------------- | ------- | ----------------- |
| Rosa Sorrentino     | 20 anni | Gragnano          |
| Stella Flammini     | 20 anni | Grottaferrata     |
| Alessio Lo Monaco   | 23 anni | Albano Laziale    |
| Maria Laura Marullo | 20 anni | Napoli            |
| Diego Pasquali      | 23 anni | Latina            |
| Federica Russo      | 21 anni | Civitanova Marche |
| Stefano Cardellini  | 19 anni | Cepagatti         |
| Jacopo Marinacci    | 20 anni | Roma              |
| Flavia Rizza        | 25 anni | Roma              |
| Erica Taci          | 25 anni | Firenze           |
| Manuel Cicco        | 18 anni | Roma              |
| Melany Alteri       | 23 anni |                   |
| Elisa Antigoni      | 19 anni |                   |
| Simone De Ruggiero  | 24 anni | Roma              |
| Roxi Dinuzzi        | 26 anni |                   |
| Nicole Falco        | 19 anni |                   |
| Fabio Maggione      | 23 anni |                   |

#### Fascia 55–90 anni
| Opinionista            | Età     | Città     |
| ---------------------- | ------- | --------- |
| Raffaella Ruzzini      | 70 anni | Roma      |
| Nadia La Bella         | 57 anni | Roma      |
| Lucia Silvestri        | 57 anni | Roma      |
| Enzo Saturni           | 65 anni | Roma      |
| Cinzia Tabacco         | 56 anni | Trieste   |
| Stefania Banfi         |         |           |
| Silverio Cosoleto      |         |           |
| Carmela Tommasuolo     | 76 anni |           |
| Maria Luisa Tommasuolo | 74 anni |           |
| Carolina Trisciuzzi    | 89 anni | San Salvo |
| Saverio Sconocchia     | 63 anni | Roma      |
| Rita Ursino            |         |           |
| Maddalena              |         |           |
| Tiziana                |         |           |
| Claudio                |         |           |
| Maria                  |         |           |
| Marco Scorza           | 41 anni | Cosenza   |

### Gruppo musicale
| Nome                          | Età     | Strumento              |
| ----------------------------- | ------- | ---------------------- |
| Federico Bentivoglio          |         | basso elettrico        |
| Lorenzo Landrini              | 21 anni | chitarra elettrica     |
| Leonardo Laurenti             | 21 anni | chitarra classica      |
| Carlotta Candida Nola         | 20 anni | tastiere, voce solista |
| Riccardo Quell De Riso Paparo | 25 anni | batteria, percussioni  |

## Ospiti
Nelle puntate della trasmissione, gli ospiti sotto elencati hanno giudicato i video e assegnato i punti ai concorrenti.
| Nº | Data              | Ospiti |
| -- | ----------------- | --- |
| 1  | 11 settembre 2023 | Rocco Siffredi, Antonella Elia, Adriana Volpe                                                                                 |
| 2  | 12 settembre 2023 | Rita Forte, Annalisa Minetti, Rosanna Vaudetti, Maria Giovanna Elmi                                                           |
| 3  | 14 settembre 2023 | Giancarlo Magalli, Manuela Villa                                                                                              |
| 4  | 18 settembre 2023 | Paolo Brosio, Antonella Elia, Adriana Volpe                                                                                   |
| 5  | 19 settembre 2023 | Alba Parietti, Francesco Oppini, Rosanna Vaudetti, Maria Giovanna Elmi                                                        |
| 6  | 20 settembre 2023 | Guillermo Mariotto, Annalisa Minetti                                                                                          |
| 7  | 21 settembre 2023 | Michele Guardì, Tiberio Timperi, Anna Falchi, Flora Canto, don Walter Insero                                                  |
| 8  | 22 settembre 2023 | Carolyn Smith, Rita Forte |
| 9  | 25 settembre 2023 | Edoardo Vianello, Antonella Elia, Adriana Volpe                                                                               |
| 10 | 26 settembre 2023 | Eleonora Daniele, Rosanna Vaudetti, Maria Giovanna Elmi                                                                       |
| 11 | 27 settembre 2023 | Guillermo Mariotto, Annalisa Minetti                                                                                          |
| 12 | 28 settembre 2023 | Simona Ventura, Paola Perego                                                                                                  |
| 13 | 29 settembre 2023 | Pino Insegno, Rita Forte |
| 14 | 2 ottobre 2023    | Massimo Boldi, Antonella Elia, Adriana Volpe                                                                                  |
| 15 | 3 ottobre 2023    | I Cugini di Campagna |
| 16 | 4 ottobre 2023    | Giucas Casella, Guillermo Mariotto                                                                                            |
| 17 | 5 ottobre 2023    | Livia Azzariti, Piero Badaloni, Michele Cucuzza, Manuela Villa                                                                |
| 18 | 6 ottobre 2023    | Pamela Prati, Rita Forte |
| 19 | 9 ottobre 2023    | Paola Ferrari, Antonella Elia, Adriana Volpe                                                                                  |
| 20 | 10 ottobre 2023   | Massimiliano Rosolino, Natalia Titova, Nicoletta Manni, Timofej Andrijashenko, Maninni, Rosanna Vaudetti, Maria Giovanna Elmi |
| 21 | 11 ottobre 2023   | Suor Paola, Annalisa Minetti                                                                                                  |
| 22 | 12 ottobre 2023   | Sabina Ciuffini, Giuliana Longari, Andrea Fabbricatore, don Walter Insero                                                     |
| 23 | 13 ottobre 2023   | Alda D'Eusanio, Rita Forte |
| 24 | 16 ottobre 2023   | Nicola Di Bari, Antonella Elia, Adriana Volpe                                                                                 |
| 25 | 17 ottobre 2023   | Maria Grazia Cucinotta, Rosanna Vaudetti, Maria Giovanna Elmi                                                                 |
| 26 | 18 ottobre 2023   | Scialpi, Guillermo Mariotto                                                                                                   |
| 27 | 19 ottobre 2023   | Giovanni Minoli, Manuela Villa                                                                                                |
| 28 | 20 ottobre 2023   | Paolo Ruffini, Francesco Giuffré, Rita Forte                                                                                  |
| 29 | 23 ottobre 2023   | Zero Assoluto, Mario Maffucci, Antonella Elia, Adriana Volpe                                                                  |
| 30 | 24 ottobre 2023   | Minnie Minoprio, Rosanna Vaudetti, Maria Giovanna Elmi                                                                        |
| 31 | 25 ottobre 2023   | Gegia, Annalisa Minetti |
| 32 | 26 ottobre 2023   | Alessandro Greco, Massimo Bernardini, Simone Sabani, don Walter Insero                                                        |
| 33 | 27 ottobre 2023   | Valeria Fabrizi, Rita Forte                                                                                                   |
| 34 | 30 ottobre 2023   | Giuliana De Sio, Antonella Elia, Adriana Volpe                                                                                |
| 35 | 31 ottobre 2023   | Rita Pavone, Rosanna Vaudetti, Maria Giovanna Elmi                                                                            |
| 36 | 1º novembre 2023  | Antonio Di Bella, Davide Desario, Leonardo Zellino, Guillermo Mariotto                                                        |
| 37 | 2 novembre 2023   | Gabriella Farinon, Antonella Elia, Giancarlo Governi, Carlo Conti, Manuela Villa                                              |
| 38 | 3 novembre 2023   | Maria Teresa Ruta, Rita Forte                                                                                                 |
| 39 | 6 novembre 2023   | Massimo Lopez, Tullio Solenghi, Antonella Elia, Adriana Volpe                                                                 |
| 40 | 7 novembre 2023   | Bobby Solo, Rosanna Vaudetti, Minnie Minoprio, Maria Giovanna Elmi                                                            |
| 41 | 8 novembre 2023   | Monica Graziana Contrafatto, Marco Giunio De Sanctis, Annalisa Minetti                                                        |
| 42 | 9 novembre 2023   | Michele Cucuzza, Alda D'Eusanio, Piero Vigorelli, don Walter Insero                                                           |
| 43 | 10 novembre 2023  | Sabrina Salerno, Rita Forte                                                                                                   |
| 44 | 14 novembre 2023  | Serena Autieri, Rosanna Vaudetti, Minnie Minoprio, Gabriele Vagnato, Fiorello                                                 |
| 45 | 16 novembre 2023  | Massimo Bernardini, Riccardo Bocca, Silvia Motta, Cinzia Bancone, Sebastiano Pucciarelli, Manuela Villa                       |
| 46 | 20 novembre 2023  | Carmen Russo, Enzo Paolo Turchi, Antonella Elia, Adriana Volpe, Umberto Balsamo                                               |
| 47 | 21 novembre 2023  | Simona Ventura, Giovanni Terzi, Samuel Peron, Giada Lini, Rosanna Vaudetti, Minnie Minoprio                                   |
| 48 | 22 novembre 2023  | Anna Mazzamauro, Annalisa Minetti                                                                                             |
| 49 | 24 novembre 2023  | Rosanna Lambertucci, Rita Forte                                                                                               |
| 50 | 27 novembre 2023  | Marco Columbro, Antonella Elia, Adriana Volpe                                                                                 |
| 51 | 28 novembre 2023  | Flora Canto, Enrico Ruggeri, Rosanna Vaudetti, Minnie Minoprio, Rocco Siffredi                                                |
| 52 | 29 novembre 2023  | Ricky Tognazzi, Manuela Villa                                                                                                 |
| 53 | 30 novembre 2023  | Patrizio Rispo, Marina Tagliaferri, Marina Giulia Cavalli, Alberto Rossi, don Walter Insero                                   |
| 54 | 1º dicembre 2023  | Suor Paola, Rita Forte |
| 55 | 4 dicembre 2023   | Luca Ward, Antonella Elia, Adriana Volpe                                                                                      |
| 56 | 5 dicembre 2023   | Nancy Brilli, Rosanna Vaudetti, Minnie Minoprio                                                                               |
| 57 | 6 dicembre 2023   | Paola Perego, Angelo Madonia, Ciro Paolillo                                                                                   |
| 58 | 7 dicembre 2023   | Luana Ravegnini, don Walter Insero                                                                                            |
| 59 | 8 dicembre 2023   | Lorena Bianchetti, Rita Forte                                                                                                 |
| 60 | 11 dicembre 2023  | Bobby Solo, Adriana Volpe, Antonella Elia                                                                                     |
| 61 | 12 dicembre 2023  | Ciro Paolillo, Rosanna Vaudetti, Minnie Minoprio                                                                              |
| 62 | 13 dicembre 2023  | Paolo Belli, Manuela Villa |
| 63 | 14 dicembre 2023  | Carlo Conti, Valeria Favorito, don Walter Insero                                                                              |
| 64 | 15 dicembre 2023  | Umberto Balsamo, Marino Bartoletti, Rita Forte                                                                                |
| 65 | 18 dicembre 2023  | Nadia Rinaldi, Adriana Volpe, Antonella Elia                                                                                  |
| 66 | 19 dicembre 2023  | Carolina Silvagni, Simone Bego, Rosanna Vaudetti, Minnie Minoprio                                                             |
| 67 | 20 dicembre 2023  | Rossella Erra, Annalisa Minetti                                                                                               |
| 68 | 21 dicembre 2023  | Bruno Vespa, don Massimo Tellan, don Walter Insero                                                                            |
| 69 | 22 dicembre 2023  | Maurizio Ferrini, Rita Forte                                                                                                  |
| 70 | 2 gennaio 2024    | Jalisse, Anna Falchi, Giuseppe Cionfoli, Rosanna Vaudetti, Maria Giovanna Elmi                                                |
| 71 | 3 gennaio 2024    | Giorgio Assumma, Manuela Villa                                                                                                |
| 72 | 4 gennaio 2024    | Federico Quaranta, Angela Rafanelli, Marcello Masi, Giuseppe Calabrese, don Massimo Tellan                                    |
| 73 | 5 gennaio 2024    | Alberto Matano, Angelo Mellone, Chiara Emanuele, Antonio Preziosi e Francesco Pionati, Rita Forte                             |
| 74 | 8 gennaio 2024    | Mirko Casadei, Antonella Elia, Adriana Volpe                                                                                  |
| 75 | 9 gennaio 2024    | Rosanna Vaudetti, Maria Giovanna Elmi                                                                                         |
| 76 | 10 gennaio 2024   | Jerry Calà, Mara Venier, Annalisa Minetti                                                                                     |
| 77 | 11 gennaio 2024   | Rosanna Lambertucci, don Walter Insero                                                                                        |

## Gara

### 1ª settimana
Per la rubrica del lunedì Tutti in pista il ballo nel quale i due concorrenti gareggiano è la salsa. Per la rubrica Canta con me i concorrenti duettano con Manuela Villa nel brano Sarà perché ti amo dei Ricchi e Poveri.
- 1ª puntata: Eleonora Miglionico – Valter Pigliucci 80–20
- 2ª puntata: Sofia Carollo – Leonardo Tirabella 80–20
- 3ª puntata: Ermelinda Guerriero – Alessia Perrella 80–20

- Classifica settimanale

- Squadra Generazione Z

| Concorrente         | Punti | Gara | Telev. |
| ------------------- | ----- | ---- | ------ |
| Eleonora Miglionico | 129   | 80   | 49     |
| Sofia Carollo       | 124   | 80   | 44     |
| Alessia Perrella ↓  | 90    | 20   | 70     |
| Eleonora Cicco      |       |      |        |
| Alberto Di Cerbo    |       |      |        |
| Samuele Aprile      | ↑     | –    | –      |

- Squadra Boomer

| Concorrente         | Punti | Gara | Telev. |
| ------------------- | ----- | ---- | ------ |
| Ermelinda Guerriero | 110   | 80   | 30     |
| Leonardo Tirabella  | 76    | 20   | 56     |
| Valter Pigliucci ↓  | 71    | 20   | 51     |
| Mariella Sapienza   |       |      |        |
| Adriano Sconocchia  |       |      |        |
| Francesca Zincone   | ↑     | –    | –      |

### 2ª settimana
Per la rubrica Tutti in pista il ballo nel quale i due concorrenti gareggiano è la polka. Per la rubrica Taglia e cuci il personaggio dello spettacolo al quale i due concorrenti si ispirano per la creazione degli abiti è Mina. Per la rubrica BellaRai la trasmissione omaggiata è I fatti vostri.
- 4ª puntata: Eleonora Cicco – Adriano Sconocchia 80–20
- 5ª puntata: Mariella Sapienza – Alberto Di Cerbo 80–20
- 6ª puntata: Samuele Aprile – Francesca Zincone 80–20
- 7ª puntata: Eleonora Miglionico – Leonardo Tirabella 80–20
- 8ª puntata: Ermelinda Guerriero – Sofia Carollo 60–40

- Classifica settimanale[7]

- Squadra Generazione Z

| Concorrente             | Punti | Gara | Telev. |
| ----------------------- | ----- | ---- | ------ |
| Eleonora Cicco          | 80    | 80   |        |
| Samuele Aprile          | 80    | 80   |        |
| Eleonora Miglionico     | 80    | 80   |        |
| Sofia Carollo           | 40    | 40   |        |
| Alberto Di Cerbo ↓      | 20    | 20   |        |
| Nina Delmirani Petrelli | ↑     | –    | –      |

- Squadra Boomer

| Concorrente          | Punti | Gara | Telev. |
| -------------------- | ----- | ---- | ------ |
| Mariella Sapienza    | 80    | 80   |        |
| Ermelinda Guerriero  | 60    | 60   |        |
| Adriano Sconocchia   | 20    | 20   |        |
| Francesca Zincone    | 20    | 20   |        |
| Leonardo Tirabella ↓ | 20    | 20   |        |
| Maria Grazia Tetti   | ↑     | –    | –      |

### 3ª settimana
Per la rubrica Tutti in pista il ballo nel quale i due concorrenti gareggiano è il can can.  Per la rubrica Taglia e cuci il personaggio dello spettacolo al quale i due concorrenti si ispirano per la creazione degli abiti è Achille Lauro. Per la rubrica BellaRai il genere televisivo omaggiato è il reality show.
- 9ª puntata: Maria Grazia Tetti – Nina Delmirani Petrelli 80–20
- 10ª puntata: Eleonora Miglionico – Ermelinda Guerriero 60–40
- 11ª puntata: Sofia Carollo – Mariella Sapienza 80–20
- 12ª puntata: Francesca Zincone – Eleonora Cicco 60–40
- 13ª puntata: Adriano Sconocchia – Samuele Aprile 60–40

- Classifica settimanale

- Squadra Generazione Z

| Concorrente               | Punti | Gara | Telev. |
| ------------------------- | ----- | ---- | ------ |
| Sofia Carollo             | 133   | 80   | 53     |
| Eleonora Miglionico       | 132   | 60   | 72     |
| Eleonora Cicco            | 98    | 40   | 58     |
| Samuele Aprile            | 97    | 40   | 57     |
| Nina Delmirani Petrelli ↓ | 62    | 20   | 42     |
| Federico D'Onofrio        | ↑     | –    | –      |

- Squadra Boomer

| Concorrente         | Punti | Gara | Telev. |
| ------------------- | ----- | ---- | ------ |
| Maria Grazia Tetti  | 138   | 80   | 58     |
| Adriano Sconocchia  | 103   | 60   | 43     |
| Francesca Zincone   | 102   | 60   | 42     |
| Ermelinda Guerriero | 68    | 40   | 28     |
| Mariella Sapienza ↓ | 67    | 20   | 47     |
| Stefania Panebarco  | ↑     | –    | –      |

### 4ª settimana
Per la rubrica Tutti in pista il ballo nel quale i due concorrenti gareggiano è un tipo di swing, tratto dal brano Da-da-un-pa delle Gemelle Kessler. Per la rubrica Taglia e cuci il personaggio dello spettacolo al quale i due concorrenti si ispirano per la creazione degli abiti è Raffaella Carrà. Per la rubrica BellaRai la trasmissione omaggiata è Unomattina. Per la rubrica Canta con me i concorrenti duettano con Manuela Villa nel brano Senza luce dei Dik Dik.
- 14ª puntata: Federico D'Onofrio – Stefania Panebarco 60–40
- 15ª puntata: Eleonora Cicco – Maria Grazia Tetti 60–40
- 16ª puntata: Eleonora Miglionico – Adriano Sconocchia 80–20
- 17ª puntata: Samuele Aprile – Ermelinda Guerriero 80–20
- 18ª puntata: Francesca Zincone – Sofia Carollo 80–20

- Classifica settimanale[7]

- Squadra Generazione Z

| Concorrente         | Punti | Gara | Telev. |
| ------------------- | ----- | ---- | ------ |
| Eleonora Miglionico | 80    | 80   |        |
| Samuele Aprile      | 80    | 80   |        |
| Federico D'Onofrio  | 60    | 60   |        |
| Eleonora Cicco      | 60    | 60   |        |
| Sofia Carollo ↓     | 20    | 20   |        |
| Samuele Olivieri    | ↑     | –    | –      |

- Squadra Boomer

| Concorrente          | Punti | Gara | Telev. |
| -------------------- | ----- | ---- | ------ |
| Francesca Zincone    | 80    | 80   |        |
| Stefania Panebarco   | 40    | 40   |        |
| Maria Grazia Tetti   | 40    | 40   |        |
| Ermelinda Guerriero  | 20    | 20   |        |
| Adriano Sconocchia ↓ | 20    | 20   |        |
| Brigida Massa        | ↑     | –    | –      |

### 5ª settimana
Per la rubrica Tutti in pista il ballo nel quale i due concorrenti gareggiano è il quickstep. Per la rubrica BellaRai la trasmissione omaggiata è Rischiatutto.
- 19ª puntata: Brigida Massa – Samuele Olivieri 80–20
- 20ª puntata: Francesca Zincone – Federico D'Onofrio 80–20
- 21ª puntata: Samuele Aprile – Maria Grazia Tetti 60–40
- 22ª puntata: Stefania Panebarco – Eleonora Miglionico 60–40
- 23ª puntata: Eleonora Cicco – Ermelinda Guerriero 60–40

- Classifica settimanale

- Squadra Generazione Z

| Concorrente          | Punti | Gara | Telev. |
| -------------------- | ----- | ---- | ------ |
| Eleonora Cicco       | 125   | 60   | 65     |
| Samuele Aprile       | 112   | 60   | 52     |
| Eleonora Miglionico  | 109   | 40   | 69     |
| Samuele Olivieri     | 63    | 20   | 43     |
| Federico D'Onofrio ↓ | 62    | 20   | 42     |
| Francesco Sepe       | ↑     | –    | –      |

- Squadra Boomer

| Concorrente           | Punti | Gara | Telev. |
| --------------------- | ----- | ---- | ------ |
| Francesca Zincone     | 138   | 80   | 58     |
| Brigida Massa         | 137   | 80   | 57     |
| Stefania Panebarco    | 91    | 60   | 31     |
| Maria Grazia Tetti    | 78    | 40   | 38     |
| Ermelinda Guerriero ↓ | 75    | 40   | 35     |
| Monique Dalla Massara | ↑     | –    | –      |

### 6ª settimana
Per la rubrica Tutti in pista il ballo nel quale i due concorrenti gareggiano è l'Hip hop. Per la rubrica Taglia e cuci il personaggio dello spettacolo al quale i due concorrenti si ispirano per la creazione degli abiti è Renato Zero. Per la rubrica BellaRai le trasmissioni omaggiate sono Mixer e La storia siamo noi. Per la rubrica Canta con me i concorrenti duettano con Manuela Villa nel brano Tanta voglia di lei dei Pooh.
- 24ª puntata: Francesco Sepe – Monique Dalla Massara 80–20
- 25ª puntata: Brigida Massa – Samuele Aprile 60–40
- 26ª puntata: Stefania Panebarco – Eleonora Cicco 60–40
- 27ª puntata: Samuele Olivieri – Francesca Zincone 60–40
- 28ª puntata: Eleonora Miglionico – Maria Grazia Tetti 80–20

- Classifica settimanale[7]

- Squadra Generazione Z

| Concorrente         | Punti | Gara | Telev. |
| ------------------- | ----- | ---- | ------ |
| Francesco Sepe      | 80    | 80   |        |
| Eleonora Miglionico | 80    | 80   |        |
| Samuele Olivieri    | 60    | 60   |        |
| Eleonora Cicco      | 40    | 40   |        |
| Samuele Aprile ↓    | 40    | 40   |        |
| Alessia Perrella    | ↑     | –    | –      |

- Squadra Boomer

| Concorrente           | Punti | Gara | Telev. |
| --------------------- | ----- | ---- | ------ |
| Brigida Massa         | 60    | 60   |        |
| Stefania Panebarco    | 60    | 60   |        |
| Francesca Zincone     | 40    | 40   |        |
| Monique Dalla Massara | 20    | 20   |        |
| Maria Grazia Tetti ↓  | 20    | 20   |        |
| Valter Pigliucci      | ↑     | –    | –      |

### 7ª settimana
Per la rubrica Tutti in pista il ballo nel quale i due concorrenti gareggiano è basato sul musical e sui film Flashdance e Gli uomini preferiscono le bionde. Per la rubrica BellaRai vengono omaggiati Alighiero Noschese e Gigi Sabani.
- 29ª puntata: Alessia Perrella – Valter Pigliucci 80–20
- 30ª puntata: Monique Dalla Massara – Samuele Olivieri 80–20
- 31ª puntata: Francesca Zincone – Nina Delmirani Petrelli[8] 60–40
- 32ª puntata: Eleonora Cicco – Brigida Massa 80–20
- 33ª puntata: Francesco Sepe – Stefania Panebarco 80–20

- Classifica settimanale[7]

- Squadra Generazione Z

| Concorrente         | Punti | Gara | Telev. |
| ------------------- | ----- | ---- | ------ |
| Alessia Perrella    | 80    | 80   |        |
| Eleonora Cicco      | 80    | 80   |        |
| Francesco Sepe      | 80    | 80   |        |
| Eleonora Miglionico | 40    | 40   |        |
| Samuele Olivieri ↓  | 20    | 20   |        |
| Alberto Di Cerbo    | ↑     | –    | –      |

- Squadra Boomer

| Concorrente           | Punti | Gara | Telev. |
| --------------------- | ----- | ---- | ------ |
| Monique Dalla Massara | 80    | 80   |        |
| Francesca Zincone     | 60    | 60   |        |
| Brigida Massa         | 20    | 20   |        |
| Stefania Panebarco    | 20    | 20   |        |
| Valter Pigliucci ↓    | 20    | 20   |        |
| Leonardo Tirabella    | ↑     | –    | –      |

### 8ª settimana
Per la rubrica Tutti in pista il ballo nel quale i due concorrenti gareggiano è la rumba. La puntata del 1º novembre è incentrata sul Conflitto Gaza-Israele. Per la rubrica BellaRai è omaggiato Corrado. Per la rubrica Canta con me i concorrenti duettano con Manuela Villa nel brano Luce (tramonti a nord est) di Elisa.
- 34ª puntata: Leonardo Tirabella – Alberto Di Cerbo 80–20
- 35ª puntata: Nina Delmirani Petrelli[8] – Monique Dalla Massara 60–40
- 36ª puntata: Francesco Sepe – Brigida Massa gara non disputata
- 37ª puntata: Stefania Panebarco – Alessia Perrella 60–40
- 38ª puntata: Eleonora Cicco – Francesca Zincone 60–40

- Classifica settimanale

- Squadra Generazione Z

| Concorrente             | Punti | Gara | Telev. |
| ----------------------- | ----- | ---- | ------ |
| Eleonora Miglionico     | 116   | 60   | 56     |
| Eleonora Cicco          | 110   | 60   | 50     |
| Alessia Perrella        | 110   | 40   | 70     |
| Alberto Di Cerbo ↓      | 75    | 20   | 55     |
| Francesco Sepe          |       |      |        |
| Nina Delmirani Petrelli | ↑     | –    | –      |

- Squadra Boomer

| Concorrente             | Punti | Gara | Telev. |
| ----------------------- | ----- | ---- | ------ |
| Leonardo Tirabella      | 125   | 80   | 45     |
| Stefania Panebarco      | 90    | 60   | 30     |
| Francesca Zincone       | 90    | 40   | 50     |
| Monique Dalla Massara ↓ | 84    | 40   | 44     |
| Brigida Massa           |       |      |        |
| Mariella Sapienza       | ↑     | –    | –      |

### 9ª settimana
Per la rubrica Tutti in pista il ballo nel quale i due concorrenti gareggiano è basato sui brani Ballo ballo e Fatalità di Raffaella Carrà e La notte vola di Lorella Cuccarini. Per la rubrica BellaRai vengono omaggiati Viva Rai2! e i programmi del pomeriggio televisivo, da Detto tra noi a La vita in diretta.
- 39ª puntata: Mariella Sapienza – Nina Delmirani Petrelli 60–40
- 40ª puntata: Leonardo Tirabella – Eleonora Cicco 60–40
- 41ª puntata: Alessia Perrella – Brigida Massa 60–40
- 42ª puntata: Francesca Zincone – Francesco Sepe 60–40
- 43ª puntata: Stefania Panebarco – Eleonora Miglionico 60–40

- Classifica settimanale

- Squadra Generazione Z

| Concorrente               | Punti | Gara | Telev. |
| ------------------------- | ----- | ---- | ------ |
| Eleonora Miglionico       | 110   | 60   | 70     |
| Eleonora Cicco            | 97    | 40   | 57     |
| Francesco Sepe            | 95    | 40   | 55     |
| Alessia Perrella          | 90    | 60   | 30     |
| Nina Delmirani Petrelli ↓ | 85    | 40   | 45     |
| Sofia Carollo             | ↑     | –    | –      |

- Squadra Boomer

| Concorrente          | Punti | Gara | Telev. |
| -------------------- | ----- | ---- | ------ |
| Mariella Sapienza    | 115   | 60   | 55     |
| Brigida Massa        | 110   | 40   | 70     |
| Francesca Zincone    | 105   | 60   | 45     |
| Leonardo Tirabella   | 103   | 60   | 43     |
| Stefania Panebarco ↓ | 90    | 60   | 30     |
| Adriano Sconocchia   | ↑     | –    | –      |

### 10ª settimana
In questa settimana la gara viene sospesa, senza retrocessioni. I concorrenti mostrano i loro video agli ospiti ma il punteggio non viene assegnato. Per la rubrica BellaRai la trasmissione omaggiata è Tv Talk. Per la rubrica Canta con me i due concorrenti duettano con Manuela Villa (senza punteggio) nel brano Balla di Umberto Balsamo.
Le coppie di concorrenti nelle due puntate andate in onda in diretta sono:
- 44ª puntata: Nina Delmirani Petrelli – Stefania Panebarco
- 45ª puntata: Eleonora Miglionico – Francesca Zincone

### 11ª settimana
Per la rubrica Tutti in pista il ballo nel quale i due concorrenti gareggiano è la disco music con i brani Boogie Wonderland degli Earth, Wind & Fire e Stayin' Alive dei Bee Gees.
- 46ª puntata: Sofia Carollo – Adriano Sconocchia 60–40
- 47ª puntata: Ermelinda Guerriero[9] – Eleonora Miglionico 80–20
- 48ª puntata: Leonardo Tirabella – Francesco Sepe 80–20
- 49ª puntata: Francesca Zincone – Alessia Perrella 60–40

- Classifica settimanale

- Squadra Generazione Z

| Concorrente           | Punti | Gara | Telev. |
| --------------------- | ----- | ---- | ------ |
| Sofia Carollo         | 96    | 60   | 36     |
| Alessia Perrella      | 90    | 40   | 50     |
| Francesco Sepe        | 84    | 20   | 64     |
| Eleonora Miglionico ↓ | 71    | 20   | 51     |
| Eleonora Cicco        |       |      |        |
| Federico D'Onofrio    | ↑     | –    | –      |

- Squadra Boomer

| Concorrente          | Punti | Gara | Telev. |
| -------------------- | ----- | ---- | ------ |
| Brigida Massa        | 129   | 80   | 49     |
| Leonardo Tirabella   | 116   | 80   | 36     |
| Francesca Zincone    | 110   | 60   | 50     |
| Adriano Sconocchia ↓ | 104   | 40   | 64     |
| Mariella Sapienza    |       |      |        |
| Ermelinda Guerriero  | ↑     | –    | –      |

### 12ª settimana
Per la rubrica Tutti in pista il ballo nel quale i due concorrenti gareggiano è ispirato ai film musicali di Bollywood. Per la rubrica Canta con me i due concorrenti duettano con Manuela Villa nel brano La pelle nera di Nino Ferrer. Per la rubrica BellaRai il programma omaggiato è Un posto al sole.
- 50ª puntata: Federico D'Onofrio – Ermelinda Guerriero 80–20
- 51ª puntata: Francesca Zincone – Sofia Carollo 80–20
- 52ª puntata: Brigida Massa – Francesco Sepe 80–20
- 53ª puntata: Mariella Sapienza – Eleonora Cicco 60–40
- 54ª puntata: Alessia Perrella – Leonardo Tirabella 80–20

- Classifica settimanale

- Squadra Generazione Z

| Concorrente        | Punti | Gara | Telev. |
| ------------------ | ----- | ---- | ------ |
| Alessia Perrella   | 143   | 80   | 63     |
| Federico D'Onofrio | 143   | 80   | 63     |
| Eleonora Cicco     | 95    | 40   | 55     |
| Sofia Carollo      | 60    | 20   | 40     |
| Francesco Sepe ↓   | 49    | 20   | 29     |
| Samuele Aprile     | ↑     | –    | –      |

- Squadra Boomer

| Concorrente           | Punti | Gara | Telev. |
| --------------------- | ----- | ---- | ------ |
| Brigida Massa         | 151   | 80   | 71     |
| Francesca Zincone     | 140   | 80   | 60     |
| Mariella Sapienza     | 105   | 60   | 45     |
| Leonardo Tirabella    | 57    | 20   | 37     |
| Ermelinda Guerriero ↓ | 57    | 20   | 37     |
| Maria Grazia Tetti    | ↑     | –    | –      |

### 13ª settimana
Per la rubrica Tutti cantano Sanremo i concorrenti realizzano un video sui conduttori della manifestazione canora. Per la rubrica Tutti ballano Sanremo il ballo collettivo è basato sul brano Occidentali's Karma di Francesco Gabbani. Per la rubrica BellaRai la trasmissione omaggiata è Check-up. Nella puntata del 7 dicembre una delle ospiti inizialmente previsti, Vira Carbone, non firma la liberatoria e viene sostituita da Luana Ravegnini.
- 55ª puntata: Samuele Aprile – Maria Grazia Tetti 80–20
- 56ª puntata: Alessia Perrella – Mariella Sapienza 60–40
- 57ª puntata: Francesca Zincone – Federico D'Onofrio 60–40
- 58ª puntata: Leonardo Tirabella – Sofia Carollo 60–40
- 59ª puntata: Eleonora Cicco – Brigida Massa 60–40

- Classifica settimanale

- Squadra Generazione Z

| Concorrente          | Punti | Gara | Telev. |
| -------------------- | ----- | ---- | ------ |
| Samuele Aprile       | 130   | 80   | 50     |
| Alessia Perrella     | 116   | 60   | 56     |
| Eleonora Cicco       | 108   | 60   | 48     |
| Sofia Carollo        | 101   | 40   | 61     |
| Federico D'Onofrio ↓ | 83    | 40   | 43     |
| Samuele Olivieri     | ↑     | –    | –      |

- Squadra Boomer

| Concorrente          | Punti | Gara | Telev. |
| -------------------- | ----- | ---- | ------ |
| Francesca Zincone    | 117   | 60   | 57     |
| Leonardo Tirabella   | 99    | 60   | 39     |
| Brigida Massa        | 92    | 40   | 52     |
| Mariella Sapienza    | 84    | 40   | 44     |
| Maria Grazia Tetti ↓ | 70    | 20   | 50     |
| Valter Pigliucci     | ↑     | –    | –      |

### 14ª settimana
Per la rubrica Tutti cantano Sanremo i concorrenti realizzano un video sui vincitori della manifestazione canora. Per la rubrica Tutti ballano Sanremo il ballo collettivo è basato sul brano Una vita in vacanza de Lo Stato Sociale. Per la rubrica Canta con me i due concorrenti duettano con Manuela Villa nel brano Se telefonando di Mina. La rubrica BellaRai è dedicata a Fabrizio Frizzi.
- 60ª puntata: Valter Pigliucci – Samuele Olivieri 60–40
- 61ª puntata: Leonardo Tirabella – Samuele Aprile 80–20
- 62ª puntata: Eleonora Cicco – Francesca Zincone 80–20
- 63ª puntata: Alessia Perrella – Brigida Massa 60–40
- 64ª puntata: Sofia Carollo – Mariella Sapienza 80–20

- Classifica settimanale

- Squadra Generazione Z

| Concorrente      | Punti | Gara | Telev. |
| ---------------- | ----- | ---- | ------ |
| Sofia Carollo    | 131   | 80   | 51     |
| Eleonora Cicco   | 131   | 80   | 51     |
| Alessia Perrella | 110   | 60   | 50     |
| Samuele Olivieri | 99    | 40   | 59     |
| Samuele Aprile ↓ | 81    | 20   | 61     |
| Alberto Di Cerbo | ↑     | –    | –      |

- Squadra Boomer

| Concorrente           | Punti | Gara | Telev. |
| --------------------- | ----- | ---- | ------ |
| Leonardo Tirabella    | 119   | 80   | 39     |
| Valter Pigliucci      | 101   | 60   | 41     |
| Brigida Massa         | 90    | 40   | 50     |
| Mariella Sapienza     | 69    | 20   | 49     |
| Francesca Zincone ↓   | 69    | 20   | 49     |
| Monique Dalla Massara | ↑     | –    | –      |

### 15ª settimana
In questa settimana a cantare la sigla iniziale e gli stacchetti musicali, oltre a Rosa Sorrentino e al gruppo "In Fieri", interviene anche il coro gospel "Amazing Grace Gospel Choir" diretto da Timothy Martin. Per la rubrica Tutti cantano Sanremo i concorrenti realizzano un video sui superospiti della manifestazione canora. Per la rubrica Tutti ballano Sanremo il ballo collettivo è basato sul brano Dove si balla di Dargen D'Amico. Per la rubrica BellaRai la trasmissione omaggiata è Porta a Porta.
- 65ª puntata: Alberto Di Cerbo – Monique Dalla Massara 60–40
- 66ª puntata: Eleonora Cicco – Valter Pigliucci 80–20
- 67ª puntata: Sofia Carollo – Brigida Massa 60–40
- 68ª puntata: Samuele Olivieri – Mariella Sapienza 80–20
- 69ª puntata: Alessia Perrella – Leonardo Tirabella 60–40

- Classifica settimanale[7]

- Squadra Generazione Z

| Concorrente             | Punti | Gara | Telev. |
| ----------------------- | ----- | ---- | ------ |
| Eleonora Cicco          | 80    | 80   |        |
| Samuele Olivieri        | 80    | 80   |        |
| Alberto Di Cerbo        | 60    | 60   |        |
| Alessia Perrella        | 60    | 60   |        |
| Sofia Carollo           | 60    | 60   |        |
| Nina Delmirani Petrelli | ↑     | –    | –      |

- Squadra Boomer

| Concorrente           | Punti | Gara | Telev. |
| --------------------- | ----- | ---- | ------ |
| Monique Dalla Massara | 40    | 40   |        |
| Brigida Massa         | 40    | 40   |        |
| Leonardo Tirabella    | 40    | 40   |        |
| Mariella Sapienza     | 20    | 20   |        |
| Valter Pigliucci      | 20    | 20   |        |
| Stefania Panebarco    | ↑     | –    | –      |

### 16ª settimana
In questa settimana la trasmissione, denominata BellaRai, è composta da quattro puntate sui 70 anni della Rai, dedicate a tematiche specifiche: la prima è I migliori Sanremo della nostra vita, la seconda il talk show con l'omaggio a Maurizio Costanzo, la terza è sul rapporto tra la Rai e il territorio, mentre la quarta e ultima è sul genere dell'infotainment con l'intervento di Alberto Matano e il direttore dell'intrattenimento day time Angelo Mellone. La sigla finale per questa settimana è Viva la Rai di Renato Zero. Per la rubrica Canta con me i due concorrenti duettano con Manuela Villa nel brano Tu vuò fà l'americano di Renato Carosone.
- 70ª puntata: Brigida Massa – Nina Delmirani Petrelli 60–40
- 71ª puntata: Alessia Perrella – Mariella Sapienza 60–40
- 72ª puntata: Alberto Di Cerbo – Leonardo Tirabella 80–20
- 73ª puntata: Eleonora Cicco – Stefania Panebarco 80–20

- Classifica settimanale

- Squadra Generazione Z

| Concorrente             | Punti | Gara | Telev. |
| ----------------------- | ----- | ---- | ------ |
| Eleonora Cicco          | 135   | 80   | 55     |
| Alberto Di Cerbo        | 135   | 80   | 55     |
| Alessia Perrella        | 120   | 60   | 60     |
| Nina Delmirani Petrelli | 80    | 40   | 40     |
| Samuele Olivieri        |       |      |        |
| Eleonora Miglionico     | ↑     | –    | –      |

- Squadra Boomer

| Concorrente           | Punti | Gara | Telev. |
| --------------------- | ----- | ---- | ------ |
| Brigida Massa         | 120   | 60   | 60     |
| Mariella Sapienza     | 80    | 40   | 40     |
| Stefania Panebarco    | 65    | 20   | 45     |
| Leonardo Tirabella    | 65    | 20   | 45     |
| Monique Dalla Massara |       |      |        |
| Adriano Sconocchia    | ↑     | –    | –      |

### 17ª settimana
Per la rubrica Tutti cantano Sanremo i concorrenti realizzano un video sui look della manifestazione canora. Per la rubrica Tutti ballano Sanremo il ballo collettivo è basato sul brano Ciao ciao de La Rappresentante di Lista. La puntata del 9 gennaio è interamente dedicata a Giorgio Gaber.
- 74ª puntata: Adriano Sconocchia – Eleonora Miglionico 60–40
- 75ª puntata: Stefania Panebarco – Alessia Perrella 80–20
- 76ª puntata: Eleonora Cicco – Monique Dalla Massara 60–40
- 77ª puntata: Samuele Olivieri – Brigida Massa

- Classifica settimanale

- Squadra Generazione Z

| Concorrente         | Punti | Gara | Telev. |
| ------------------- | ----- | ---- | ------ |
| Eleonora Miglionico | 40    | 40   |        |
| Alessia Perrella    | 20    | 20   |        |
| Eleonora Cicco      | 60    | 60   |        |
| Samuele Olivieri    |       |      |        |
| Alberto Di Cerbo    |       |      |        |
|                     | ↑     | –    | –      |

- Squadra Boomer

| Concorrente           | Punti | Gara | Telev. |
| --------------------- | ----- | ---- | ------ |
| Adriano Sconocchia    | 60    | 60   |        |
| Stefania Panebarco    | 80    | 80   |        |
| Monique Dalla Massara | 40    | 40   |        |
| Brigida Massa         |       |      |        |
| Mariella Sapienza     |       |      |        |
|                       | ↑     | –    | –      |

### Classifica generale
La classifica è riferita ai punti conquistati in gara.
- Squadra Generazione Z

| N. | Concorrente             | Gara | Sett. | Gare |
| -- | ----------------------- | ---- | ----- | ---- |
| 1  | Eleonora Cicco          | 800  | 15    | 13   |
| 2  | Eleonora Miglionico     | 620  | 11    | 11   |
| 3  | Alessia Perrella        | 560  | 10    | 10   |
| 4  | Sofia Carollo           | 480  | 9     | 9    |
| 5  | Samuele Aprile          | 400  | 7     | 7    |
| 6  | Francesco Sepe          | 240  | 6     | 5    |
| 7  | Samuele Olivieri        | 220  | 6     | 5    |
| 8  | Federico D'Onofrio      | 200  | 4     | 4    |
| 9  | Alberto Di Cerbo        | 180  | 5     | 4    |
| 10 | Nina Delmirani Petrelli | 100  | 3     | 3    |

- Squadra Boomer

| N. | Concorrente           | Gara | Sett. | Gare |
| -- | --------------------- | ---- | ----- | ---- |
| 1  | Francesca Zincone     | 660  | 12    | 12   |
| 2  | Brigida Massa         | 540  | 11    | 10   |
| 3  | Leonardo Tirabella    | 480  | 10    | 10   |
| 4  | Mariella Sapienza     | 320  | 10    | 8    |
| 5  | Stefania Panebarco    | 320  | 7     | 7    |
| 6  | Ermelinda Guerriero   | 260  | 6     | 6    |
| 7  | Maria Grazia Tetti    | 200  | 5     | 5    |
| 8  | Adriano Sconocchia    | 200  | 6     | 5    |
| 9  | Monique Dalla Massara | 180  | 5     | 4    |
| 10 | Valter Pigliucci      | 120  | 4     | 4    |

### Riepilogo
Legenda
     Concorrente titolare
     Concorrente titolare, assente momentaneo
     Concorrente con delega da titolare
     Concorrente ritirato
     Opinionista passato a concorrente
     Concorrente finalista (solo 33ª settimana)
     Concorrente classificato (solo 33ª settimana)

#### Punti gara
- Squadra Generazione Z

|                       | 1ª | 2ª | 3ª | 4ª | 5ª | 6ª | 7ª | 8ª | 9ª | 10ª | 11ª | 12ª | 13ª | 14ª | 15ª | 16ª | 17ª | 18ª | 19ª | 20ª | 21ª | 22ª | 23ª | 24ª | 25ª | 26ª | 27ª | 28ª | 29ª | 30ª | 31ª | 32ª | 33ª |
|                       |    |    |    |    |    |    |    |    |    |     |     |     |     |     |     |     |     |     |     |     |     |     |     |     |     |     |     |     |     |     |     |     |     |
| --------------------- | -- | -- | -- | -- | -- | -- | -- | -- | -- | --- | --- | --- | --- | --- | --- | --- | --- | --- | --- | --- | --- | --- | --- | --- | --- | --- | --- | --- | --- | --- | --- | --- | --- |
| S. Aprile             | 0  | 80 | 40 | 80 | 60 | 40 | 0  | 0  | 0  | 0   | 0   | 0   | 80  | 20  | 0   | 0   | -   | -   | -   | -   | -   | -   | -   | -   | -   | -   | -   | -   | -   | -   | -   | -   | -   |
| S. Carollo            | 80 | 40 | 80 | 20 | 0  | 0  | 0  | 0  | 0  | 0   | 60  | 20  | 40  | 80  | 60  | 0   | -   | -   | -   | -   | -   | -   | -   | -   | -   | -   | -   | -   | -   | -   | -   | -   | -   |
| E. Cicco              | 0  | 80 | 40 | 60 | 60 | 40 | 80 | 60 | 40 | 0   | 0   | 40  | 60  | 80  | 80  | 80  | -   | -   | -   | -   | -   | -   | -   | -   | -   | -   | -   | -   | -   | -   | -   | -   | -   |
| N. Delmirani Petrelli | 0  | 0  | 20 | 0  | 0  | 0  | 0  | 0  | 40 | 0   | 0   | 0   | 0   | 0   | 0   | 40  | -   | -   | -   | -   | -   | -   | -   | -   | -   | -   | -   | -   | -   | -   | -   | -   | -   |
| A. Di Cerbo           | 0  | 20 | 0  | 0  | 0  | 0  | 0  | 20 | 0  | 0   | 0   | 0   | 0   | 0   | 60  | 80  | -   | -   | -   | -   | -   | -   | -   | -   | -   | -   | -   | -   | -   | -   | -   | -   | -   |
| F. D'Onofrio          | 40 | 0  | 0  | 60 | 20 | 0  | 0  | 0  | 0  | 0   | 0   | 80  | 40  | 0   | 0   | 0   | -   | -   | -   | -   | -   | -   | -   | -   | -   | -   | -   | -   | -   | -   | -   | -   | -   |
| E. Miglionico         | 80 | 80 | 60 | 80 | 40 | 80 | 40 | 60 | 40 | 0   | 20  | 0   | 0   | 0   | 0   | 0   | 40  | -   | -   | -   | -   | -   | -   | -   | -   | -   | -   | -   | -   | -   | -   | -   | -   |
| S. Olivieri           | 0  | 0  | 0  | 0  | 20 | 60 | 20 | 0  | 0  | 0   | 0   | 0   | 0   | 40  | 80  | 0   | -   | -   | -   | -   | -   | -   | -   | -   | -   | -   | -   | -   | -   | -   | -   | -   | -   |
| A. Perrella           | 20 | 0  | 0  | 0  | 0  | 0  | 80 | 40 | 60 | 0   | 40  | 80  | 60  | 60  | 60  | 60  | -   | -   | -   | -   | -   | -   | -   | -   | -   | -   | -   | -   | -   | -   | -   | -   | -   |
| F. Sepe               | 0  | 0  | 0  | 0  | 0  | 80 | 80 | 0  | 40 | 0   | 20  | 20  | 0   | 0   | 0   | 0   | -   | -   | -   | -   | -   | -   | -   | -   | -   | -   | -   | -   | -   | -   | -   | -   | -   |

- Squadra Boomer

|                  | 1ª | 2ª | 3ª | 4ª | 5ª | 6ª | 7ª | 8ª | 9ª | 10ª | 11ª | 12ª | 13ª | 14ª | 15ª | 16ª | 17ª | 18ª | 19ª | 20ª | 21ª | 22ª | 23ª | 24ª | 25ª | 26ª | 27ª | 28ª | 29ª | 30ª | 31ª | 32ª | 33ª |
|                  |    |    |    |    |    |    |    |    |    |     |     |     |     |     |     |     |     |     |     |     |     |     |     |     |     |     |     |     |     |     |     |     |     |
| ---------------- | -- | -- | -- | -- | -- | -- | -- | -- | -- | --- | --- | --- | --- | --- | --- | --- | --- | --- | --- | --- | --- | --- | --- | --- | --- | --- | --- | --- | --- | --- | --- | --- | --- |
| M. Dalla Massara | 0  | 0  | 0  | 0  | 0  | 20 | 80 | 40 | 0  | 0   | 0   | 0   | 0   | 0   | 40  | 0   | -   | -   | -   | -   | -   | -   | -   | -   | -   | -   | -   | -   | -   | -   | -   | -   | -   |
| E. Guerriero     | 80 | 60 | 40 | 20 | 40 | 0  | 0  | 0  | 0  | 0   | 0   | 20  | 0   | 0   | 0   | 0   | -   | -   | -   | -   | -   | -   | -   | -   | -   | -   | -   | -   | -   | -   | -   | -   | -   |
| B. Massa         | 0  | 0  | 0  | 0  | 80 | 60 | 20 | 0  | 40 | 0   | 80  | 80  | 40  | 40  | 40  | 60  | -   | -   | -   | -   | -   | -   | -   | -   | -   | -   | -   | -   | -   | -   | -   | -   | -   |
| S. Panebarco     | 0  | 0  | 0  | 40 | 60 | 60 | 20 | 60 | 60 | 0   | 0   | 0   | 0   | 0   | 0   | 20  | -   | -   | -   | -   | -   | -   | -   | -   | -   | -   | -   | -   | -   | -   | -   | -   | -   |
| V. Pigliucci     | 20 | 0  | 0  | 0  | 0  | 0  | 20 | 0  | 0  | 0   | 0   | 0   | 0   | 60  | 20  | 0   | -   | -   | -   | -   | -   | -   | -   | -   | -   | -   | -   | -   | -   | -   | -   | -   | -   |
| M. Sapienza      | 0  | 80 | 20 | 0  | 0  | 0  | 0  | 0  | 60 | 0   | 0   | 60  | 40  | 20  | 20  | 40  | -   | -   | -   | -   | -   | -   | -   | -   | -   | -   | -   | -   | -   | -   | -   | -   | -   |
| A. Sconocchia    | 0  | 20 | 60 | 20 | 0  | 0  | 0  | 0  | 0  | 0   | 40  | 0   | 0   | 0   | 0   | 0   | 60  | -   | -   | -   | -   | -   | -   | -   | -   | -   | -   | -   | -   | -   | -   | -   | -   |
| M. G. Tetti      | 0  | 0  | 80 | 40 | 40 | 20 | 0  | 0  | 0  | 0   | 0   | 0   | 20  | 0   | 0   | 0   | -   | -   | -   | -   | -   | -   | -   | -   | -   | -   | -   | -   | -   | -   | -   | -   | -   |
| L. Tirabella     | 20 | 20 | 0  | 0  | 0  | 0  | 0  | 80 | 60 | 0   | 80  | 20  | 60  | 80  | 40  | 20  | -   | -   | -   | -   | -   | -   | -   | -   | -   | -   | -   | -   | -   | -   | -   | -   | -   |
| F. Zincone       | 0  | 20 | 60 | 80 | 80 | 40 | 60 | 40 | 60 | 0   | 60  | 80  | 60  | 20  | 0   | 0   | -   | -   | -   | -   | -   | -   | -   | -   | -   | -   | -   | -   | -   | -   | -   | -   | -   |

#### Punti televoto
- Squadra Generazione Z

|                       | 1ª | 2ª | 3ª | 4ª | 5ª | 6ª | 7ª | 8ª | 9ª | 10ª | 11ª | 12ª | 13ª | 14ª | 15ª | 16ª | 17ª | 18ª | 19ª | 20ª | 21ª | 22ª | 23ª | 24ª | 25ª | 26ª | 27ª | 28ª | 29ª | 30ª | 31ª | 32ª | 33ª |
|                       |    |    |    |    |    |    |    |    |    |     |     |     |     |     |     |     |     |     |     |     |     |     |     |     |     |     |     |     |     |     |     |     |     |
| --------------------- | -- | -- | -- | -- | -- | -- | -- | -- | -- | --- | --- | --- | --- | --- | --- | --- | --- | --- | --- | --- | --- | --- | --- | --- | --- | --- | --- | --- | --- | --- | --- | --- | --- |
| S. Aprile             | 0  | -  | 57 | -  | 52 | -  | 0  | 0  | 0  | 0   | 0   | 0   | 50  | 61  | 0   | 0   | -   | -   | -   | -   | -   | -   | -   | -   | -   | -   | -   | -   | -   | -   | -   | -   | -   |
| S. Carollo            | 44 | -  | 53 | -  | 0  | 0  | 0  | 0  | 0  | 0   | 36  | 40  | 61  | 51  | -   | 0   | -   | -   | -   | -   | -   | -   | -   | -   | -   | -   | -   | -   | -   | -   | -   | -   | -   |
| E. Cicco              | 0  | -  | 58 | -  | 65 | -  | -  | 50 | 57 | 0   | 0   | 55  | 48  | 51  | -   | 55  | -   | -   | -   | -   | -   | -   | -   | -   | -   | -   | -   | -   | -   | -   | -   | -   | -   |
| N. Delmirani Petrelli | 0  | 0  | 42 | 0  | 0  | 0  | 0  | 0  | 45 | 0   | 0   | 0   | 0   | 0   | 0   | 40  | -   | -   | -   | -   | -   | -   | -   | -   | -   | -   | -   | -   | -   | -   | -   | -   | -   |
| A. Di Cerbo           | 0  | -  | 0  | 0  | 0  | 0  | 0  | 55 | 0  | 0   | 0   | 0   | 0   | 0   | -   | 55  | -   | -   | -   | -   | -   | -   | -   | -   | -   | -   | -   | -   | -   | -   | -   | -   | -   |
| F. D'Onofrio          | 0  | 0  | 0  | -  | 42 | 0  | 0  | 0  | 0  | 0   | 0   | 63  | 43  | 0   | 0   | 0   | -   | -   | -   | -   | -   | -   | -   | -   | -   | -   | -   | -   | -   | -   | -   | -   | -   |
| E. Miglionico         | 49 | -  | 72 | -  | 69 | -  | -  | 56 | 70 | 0   | 51  | 48  | 0   | 0   | 0   | 0   | -   | -   | -   | -   | -   | -   | -   | -   | -   | -   | -   | -   | -   | -   | -   | -   | -   |
| S. Olivieri           | 0  | 0  | 0  | 0  | 43 | -  | -  | 0  | 0  | 0   | 0   | 0   | 0   | 59  | -   | 0   | -   | -   | -   | -   | -   | -   | -   | -   | -   | -   | -   | -   | -   | -   | -   | -   | -   |
| A. Perrella           | 70 | 0  | 0  | 0  | 0  | 0  | -  | 70 | 30 | 0   | 50  | 63  | 56  | 50  | -   | 60  | -   | -   | -   | -   | -   | -   | -   | -   | -   | -   | -   | -   | -   | -   | -   | -   | -   |
| F. Sepe               | 0  | 0  | 0  | 0  | 0  | -  | -  | 0  | 55 | 0   | 64  | 29  | 0   | 0   | 0   | 0   | -   | -   | -   | -   | -   | -   | -   | -   | -   | -   | -   | -   | -   | -   | -   | -   | -   |

- Squadra Boomer

|                  | 1ª | 2ª | 3ª | 4ª | 5ª | 6ª | 7ª | 8ª | 9ª | 10ª | 11ª | 12ª | 13ª | 14ª | 15ª | 16ª | 17ª | 18ª | 19ª | 20ª | 21ª | 22ª | 23ª | 24ª | 25ª | 26ª | 27ª | 28ª | 29ª | 30ª | 31ª | 32ª | 33ª |
|                  |    |    |    |    |    |    |    |    |    |     |     |     |     |     |     |     |     |     |     |     |     |     |     |     |     |     |     |     |     |     |     |     |     |
| ---------------- | -- | -- | -- | -- | -- | -- | -- | -- | -- | --- | --- | --- | --- | --- | --- | --- | --- | --- | --- | --- | --- | --- | --- | --- | --- | --- | --- | --- | --- | --- | --- | --- | --- |
| M. Dalla Massara | 0  | 0  | 0  | 0  | 0  | -  | -  | 44 | 0  | 0   | 0   | 0   | 0   | 0   | -   | 0   | -   | -   | -   | -   | -   | -   | -   | -   | -   | -   | -   | -   | -   | -   | -   | -   | -   |
| E. Guerriero     | 30 | -  | 28 | -  | 35 | 0  | 0  | 0  | 0  | 0   | 0   | 37  | 0   | 0   | 0   | 0   | -   | -   | -   | -   | -   | -   | -   | -   | -   | -   | -   | -   | -   | -   | -   | -   | -   |
| B. Massa         | 0  | 0  | 0  | 0  | 57 | -  | -  | 0  | 70 | 0   | 49  | 71  | 52  | 50  | -   | 60  | -   | -   | -   | -   | -   | -   | -   | -   | -   | -   | -   | -   | -   | -   | -   | -   | -   |
| S. Panebarco     | 0  | 0  | 0  | -  | 31 | -  | -  | 30 | 30 | 0   | 0   | 0   | 0   | 0   | 0   | 45  | -   | -   | -   | -   | -   | -   | -   | -   | -   | -   | -   | -   | -   | -   | -   | -   | -   |
| V. Pigliucci     | 51 | 0  | 0  | 0  | 0  | 0  | -  | 0  | 0  | 0   | 0   | 0   | 0   | 41  | -   | 0   | -   | -   | -   | -   | -   | -   | -   | -   | -   | -   | -   | -   | -   | -   | -   | -   | -   |
| M. Sapienza      | 0  | -  | 47 | 0  | 0  | 0  | 0  | 0  | 55 | 0   | 0   | 45  | 44  | 49  | -   | 40  | -   | -   | -   | -   | -   | -   | -   | -   | -   | -   | -   | -   | -   | -   | -   | -   | -   |
| A. Sconocchia    | 0  | -  | 43 | -  | 0  | 0  | 0  | 0  | 0  | 0   | 64  | 0   | 0   | 0   | 0   | 0   | -   | -   | -   | -   | -   | -   | -   | -   | -   | -   | -   | -   | -   | -   | -   | -   | -   |
| M. G. Tetti      | 0  | 0  | 58 | -  | 38 | -  | 0  | 0  | 0  | 0   | 0   | 0   | 50  | 0   | 0   | 0   | -   | -   | -   | -   | -   | -   | -   | -   | -   | -   | -   | -   | -   | -   | -   | -   | -   |
| L. Tirabella     | 56 | -  | 0  | 0  | 0  | 0  | 0  | 45 | 43 | 0   | 36  | 37  | 39  | 39  | -   | 45  | -   | -   | -   | -   | -   | -   | -   | -   | -   | -   | -   | -   | -   | -   | -   | -   | -   |
| F. Zincone       | 0  | -  | 42 | -  | 58 | -  | -  | 50 | 45 | 0   | 50  | 60  | 57  | 49  | 0   | 0   | -   | -   | -   | -   | -   | -   | -   | -   | -   | -   | -   | -   | -   | -   | -   | -   | -   |

### Annotazioni
1. ↑  Vincitrice della prima edizione, promossa come leader degli opinionisti della Generazione Z.
2. ↑  Finalista della prima edizione, promossa come leader degli opinionisti dei Boomer.
3. ↑  Entrato eccezionalmente come opinionista il 16 ottobre 2023.
4. 1 2 3 4  In collegamento telefonico.
5. 1 2  In collegamento dal Centro di produzione Rai di Milano.
6. 1 2 3 4 5 6  In videomessaggio.
7. 1 2 3 4 5  La classifica comprensiva del televoto non è stata diffusa.
8. 1 2  Gareggia per Eleonora Miglionico.
9. ↑  Gareggia per Brigida Massa.
10. ↑  Prima classificata a parità di punteggio per il maggior numero di settimane di presenza consecutive tra i cinque concorrenti titolari (Alessia Perrella - Federico D'Onofrio 7-2)
11. ↑  Retrocessa a parità di punteggio per il minor numero di settimane di presenza consecutive tra i cinque concorrenti titolari (Leonardo Tirabella - Ermelinda Guerriero 5-1)
12. 1 2  Due gare non disputate.
13. 1 2 3 4 5 6  Una gara non disputata.

### Riferimenti
1. ↑   Aperto il casting della seconda stagione di BellaMa', su Rai Ufficio Stampa, 5 aprile 2023. URL consultato il 15 aprile 2023.
2. ↑   Mattia Buonocore, Bella Ma' termina il 5 maggio e riprende l'11 settembre con la seconda edizione, su DavideMaggio.it, 6 aprile 2023. URL consultato il 7 aprile 2023.
3. ↑   Giusy Cascio, Pierluigi Diaco: «Maurizio mi ha insegnato a non avere pregiudizi», su Sorrisi e canzoni.com, 28 agosto 2023.
4. ↑   Al via i provini di "BellaMa'" per gli aspiranti concorrenti della seconda stagione del programma di Pierluigi Diaco, su Rai Ufficio Stampa, 7 giugno 2023. URL consultato l'8 giugno 2023.
5. ↑   BellaMa', al via i provini per la prossima stagione: lo scontro generazionale di Pierluigi Diaco sta per tornare, su Il Mattino.it, 7 giugno 2023.
6. ↑   Rai, palinsesti 2023-2024 tra conferme e novità, su MovieTele.it, 7 luglio 2023. URL consultato il 14 luglio 2023.
7. ↑   La giovane band di Pierluigi Diaco a BellaMa', su Leggo.it, 27 marzo 2023. URL consultato il 27 marzo 2023.
8. ↑   Diaco ricomincia da Rocco Siffredi: «Partiremo in modo sobrio». La nuova edizione di Bella Mà: il ritorno in Rai (da ospite) di Magalli e la rubrica di Mariotto, su Il Gazzettino.it, 6 settembre 2023.
9. ↑   Stefania Zizzari, I 70 anni della Rai: 4 puntate speciali di “BellaMa’” con Pierluigi Diaco, su Sorrisi.com, 1º gennaio 2024. URL consultato il 2 gennaio 2024.
10. ↑   Massimo Galanto, BellaMa': Diaco riparte con Rocco Siffredi, poi Magalli per festeggiare i 70 anni di Rai, Mariotto new entry (Anteprima TvBlog), su TvBlog.it, 6 settembre 2022. URL consultato l'8 settembre 2022.
11. ↑   Pierluigi Diaco e Vira Carbone, lite furibonda in studio. Lei va via, la puntata di BellaMa' è da rifare: ecco cosa è successo, su Il Messaggero.it, 13 dicembre 2023.
12. ↑   Stefania Rocco, Vira Carbone nega la lite con Diaco a Bellama': "Non ero in puntata, siamo in ottimi rapporti", su Fanpage.it, 12 dicembre 2023. URL consultato il 14 dicembre 2023.
13. ↑   Daniela Secli, Pierluigi Diaco smentisce Vira Carbone: "Non ha firmato la liberatoria per la messa in onda di BellaMa'", su Fanpage.it, 13 dicembre 2023. URL consultato il 14 dicembre 2023.